# Echinorhynchus appendiculatus
Echinorhynchus appendiculatus är en hakmaskart som beskrevs av Westrumb 1821. Echinorhynchus appendiculatus ingår i släktet Echinorhynchus och familjen Moniliformidae. Inga underarter finns listade i Catalogue of Life.